# Föllinge landsfiskalsdistrikt
Föllinge landsfiskalsdistrikt var 1918–1964 ett landsfiskalsdistrikt i Jämtlands län, bildat när Sveriges indelning i landsfiskalsdistrikt trädde i kraft den 1 januari 1918, enligt beslut den 7 september 1917. Den 1 januari 1965 avskaffades i Sverige samtliga landsfiskaler och landsfiskalsdistrikt, och deras arbetsuppgifter delades upp på de nyskapade indelningarna polisdistrikt, åklagardistrikt och kronofogdedistrikt.
Landsfiskalsdistriktet låg under länsstyrelsen i Jämtlands län.

## Ingående områden
Den 1 januari 1928 upphörde de jämtländska lappförsamlingarnas status som fristående från Sveriges kommuner, och Hotagens lappförsamling ingick därefter i Hotagens landskommun. Genom kommunreformen 1 januari 1952 uppgick Laxsjö landskommun i Föllinge landskommun.

### Från 1918
- Föllinge landskommun
- Hotagens landskommun
- Hotagens lappförsamling
- Laxsjö landskommun

### Från 1928
- Föllinge landskommun
- Hotagens landskommun
- Laxsjö landskommun

### Från 1952
- Föllinge landskommun
- Hotagens landskommun